# 奇比桑卡河
奇比桑卡河（俄语：Река Чибисанка）或藻岩川（日语：／）是萨哈林州科尔萨科夫区的河流，源起，长13公里，流域面积28.3平方公里，注入大奇比桑斯科耶湖。

## 引用
1. ↑  М·Г·瓦西科夫斯基. . 列宁格勒: 气象出版社. 1973 （俄语）.
2. ↑  . 国家水登记处.   [2024-01-05]. （原始内容存档于2024-01-05） （俄语）.